# Pseudepisphenus scitulus
Pseudepisphenus scitulus là một loài bọ cánh cứng trong họ Passalidae. Loài này được Boucher miêu tả khoa học năm 1990.